# Sclater-Spitzmaus
Die Sclater-Spitzmaus (Sorex sclateri) ist eine seltene Spitzmausart aus der Gattung der Rotzahnspitzmäuse (Sorex). Sie bildet mit der Salvin-Spitzmaus (Sorex salvini), der San-Cristobal-Spitzmaus (Sorex cristobalensis), der McCarthy-Spitzmaus (Sorex mccarthyi) und der Hellzahnspitzmaus (Sorex stizodon) die Sorex-salvini-Artengruppe. Das Artepitheton ehrt den britischen Zoologen Philip Lutley Sclater. 

## Merkmale
Die Kopf-Rumpf-Länge beträgt 68 bis 73 mm, die Schwanzlänge 52 bis 53 mm, die Ohrenlänge 5 bis 7 mm, die Hinterfußlänge 15 bis 16 mm und das Gewicht 7 g. Das dunkelbraune Rückenfell ist sepia-braun meliert. Das Bauchfell ist heller braun. Die Hüften und der Steiß haben schwarze Deckhaare, die 1,7 mm bis 1,9 mm über dem Rückenfell hervorragen. Der Schwanz ist ungefähr dreiviertel so lang wie die Kopf-Rumpf-Länge. Er ist leicht zweifarbig, dunkelbraun an der Oberseite und etwas heller an der Unterseite. 
Die Sclater-Spitzmaus hat einen verhältnismäßig weniger erhöhten Schädel und einen längeren Unterkiefer als die anderen Vertreter der Sorex–salvini-Artengruppe. Das Gebiss besteht aus 32 Zähnen mit folgender Zahnformel: {\displaystyle {\frac {3.1.3.3}{1.1.1.3}}}. Die Schneidezähne (I1) haben drei Dentikel, flache Zwischenräume, ein aus zwei Abschnitten bestehendes Pigment, einen langen Pigmentstreifen an der vorderen Innenkante und einen mittleren Zacken oberhalb des Pigments. Es gibt fünf Zahnhöcker. Der erste und zweite sind am größten. Der dritte Zahnhöcker ist genauso groß wie oder etwas größer als der vierte. Der fünfte ist winzig. Die Zähne sind dunkelrot pigmentiert.

## Verbreitung
Die Sclater-Spitzmaus ist nur von den zwei entfernten Orten Tumbala und San Antonio Buenavista im mexikanischen Bundesstaat Chiapas bekannt.

## Lebensraum und Lebensweise
Die Sclater-Spitzmaus bewohnt Nebelwälder und Kiefernwälder in Höhenlagen von 1500 bis 1700 m. Details zur Nahrung sind nicht bekannt. Vermutlich ernährt sie sich ähnlich anderer Arten aus der Gattung der Rotzahnspitzmäuse von Heuschrecken, Grashüpfern, Käfern, Zweiflügler und deren Larven, Spinnen, Aas und gelegentlich Pflanzenmaterial, darunter Moose und Samen. Die Tragzeit beträgt wahrscheinlich 2,5 bis 4 Wochen. 

## Bedrohung und Schutz
Die Sclater-Spitzmaus wird von der IUCN in die Kategorie „vom Aussterben bedroht“ (critically endangered) klassifiziert. Sie ist hauptsächlich durch Lebensraumverlust bedingt durch Urbanisierung aus Ausweitung der landwirtschaftlich genutzten Fläche gefährdet. Die Fläche des Verbreitungsgebiets beträgt weniger als 100 km². Der notwendige Lebensraum in der Region ist in einem Zeitraum von zehn Jahren um 15 bis 22 Prozent geschrumpft.